# УЕФА Феърплей
Класацията УЕФА Феърплей се използва от УЕФА от 1995 г. насам. Тя осигурява три допълнителни места за Първия квалификационен кръг на УЕФА Лига Европа.

## Настояща квалификационна система
Следвайки промените в правилата, които последват след замяната на Купата на УЕФА с УЕФА Лига Европа, няма жребий за определянето на второто и третото място в класацията. Всяка от трите най-високо класирани асоциации от УЕФА по класацията „Феърплей“ автоматично получава допълнително място за Първи квалификационен кръг на УЕФА Лига Европа, при условие, че са преминали минимума от изиграни мачове и имат минимален брой точки по класацията от 8.0. Тези места се полагат на най-добре класираните тимове във Феърплей класациите на самите асоциации, които не са си осигурили участие в УЕФА Шампионска лига или УЕФА Лига Европа.

## Стара квалификационна система
Най-високо класиралия се клуб в националната „Феърплей“ класация, който не си е осигурил участие в УЕФА Шампионска лига или УЕФА Лига Европа е потенциален участник за едно от трите места. Клубът от асоциацията, която спечелва класацията на УЕФА се класира автоматично за Първия квалификационен кръг на Купата на УЕФА. Другите два отбора се избират чрез жребий, в който участват клубовете от останалите асоциации надвишили минимума изиграни мачове и с поне 8 точки по класацията.

## Класация
Всички участващи отбори от коя да е футболна асоциация допринасят за резултата на съответната асоциация в класацията. Това включва мачовете на всички национални отбори и на всички клубове участващи в кой да е от турнирите под егидата на УЕФА. Класацията се изготвя от 1 юни до 31 май следващата година. Най-важният критерий е честната игра.

### Критерии
Отборите се класират по следните критерии:
- Жълти и червени картони: Ако няма получени картони резултата на клуб ще е 10 точки. Всеки жълт картон ще намалява този брой точки с по 1. Червен картон отнема 3 точки. Ако червеният картон е след два жълти точките отнемани от жълтите не се считат. Но ако играч изкара директен червен картон след като вече е имал жълт, жълтия се счита. Точките могат да станат и отрицателни.
- Позитивна игра: атакуващи тактики, скорост в играта, усилия да за печелене на време и продължително преследване на голове. Отбор може да получи максимум 10 точки и минимум 1 точка.
- Респект към противника: връщане на топката на противника със странично хвърляне, помощ на контузен противник: максимум 7 точки, минимум 1 точка.
- Респект към съдията: максимум 7 точки, минимум 1 точка.
- Поведение на официалните лица на клуба: максимум 6 точки, минимум 1 точка.
- Поведение на феновете: максимум 5 точки, минимум 1 точка.

Забележка: този критерии се игнорира при незначителен брой фенове или при липса на такива при наказание от УЕФА.
Общия брой точки се разделя на максималния – 45 (или 40 ако има незначителен брой фенове) и се уможава по 10 което ще доведе до брой точки между 0 и 10. Смята се до две цифри след десетичната запетая и не се закръгля.

## Победители в УЕФА „Феърплей“
| Година | Държава   | Избран отбор        | Изтеглени с жребий | Изтеглени с жребий | Изтеглени с жребий | Изтеглени с жребий  |
| Година | Държава   | Избран отбор        | Държава            | Отбор              | Държава            | Отбор               |
| ------ | --------- | ------------------- | ------------------ | ------------------ | ------------------ | ------------------- |
| 1995   | Норвегия  | Викинг              | Англия             | Лийдс Юнайтед      | Люксембург         | Авенир Беген        |
| 1996   | Швеция    | Малмьо              | Русия              | ЦСКА (Москва)      | Финландия          | Джаз Пори           |
| 1997   | Норвегия  | Бран                | England            | Астън Вила         | Швеция             | Йоребру             |
| 1998   | Англия    | Астън Вила          | Финалдния          | ФинПа              | Норвегия           | Молде               |
| 1999   | Шотландия | Килманрък           | Норвегия           | Будьо/Глимт        | Естония            | Вилянди (Тулевик)   |
| 2000   | Швеция    | Норшьопинг          | Белгия             | Лирсе              | Испания            | Райо Валекано       |
| 2001   | Беларус   | Шахтьор (Солигорск) | Финландия          | МюПа               | Словакия           | Пучов               |
| 2002   | Норвегия  | Бран                | Англия             | Ипсуич Таун        | Чехия              | Сигма Оломоуц       |
| 2003   | Англия    | Манчестър Сити      | Франция            | Ланс               | Дания              | Есбер               |
| 2004   | Швеция    | Йостерш             | Армения            | Мика               | Украйна            | Иличивец (Мариупол) |
| 2005   | Норвегия  | Викинг              | Германия           | Майнц 05           | Дания              | Есбер               |
| 2006   | Швеция    | Йефле               | Белгия             | Руселаре           | Норвегия           | Бран                |
| 2007   | Швеция    | Хекен               | Финландия          | МюПа               | Норвегия           | Лилестрьом          |
| 2008   | Англия    | Манчестър Сити      | Германия           | Херта БШК Берлин   | Дания              | Норшелан            |

| Година | Първо място | Отбор     | Второ място | Отбор  | Трето място | Отбор    |
| ------ | ----------- | --------- | ----------- | ------ | ----------- | -------- |
| 2009   | Норвегия    | Русенборг | Дания       | Ранерс | Шотландия   | Мадъруел |
| 2010   | Швеция      | Йефле     | Дания       | Ранерс | Финландия   | МюПа (б) |
| 2011   | Норвегия    | Олесунс   | Англия      | Фулъм  | Швеция      | Хекен    |

Забележка:
- Отборите, които са се представили най-добре в дадена година в сравнения с другите два участника по класацията „Феърплей“, също достигнали по-далеч и спечелили повече точки са отбелязани с курсив

б) И МюПа и ФК Ранерс стигат до Третия квалфикационен кръг, но все пак МюПа е постигнал повече победи.

## Обща класация на победителите
| Място | Държава   | Брой победи |
| ----- | --------- | ----------- |
| 1     | Швеция    | 6           |
| 1     | Норвегия  | 6           |
| 3     | Англия    | 3           |
| 4     | Шотландия | 1           |
| 4     | Беларус   | 1           |

## Рекордьори
- Отбор печелил класацията най-много пъти: Бран (3), МюПа (3)
- Отбор достигал най-напред след като е избран по класацията:
  - 1/4 финал: Астън Вила (1997/98), Райо Валекано (2000/01), Манчестър Сити (2008/09)
- Най-много изиграни мачове за един сезон: Фулъм: 14 мача (2011/12)
- Само 4 отбора избрани по критерия за „Феърплей“ са достигали груповата фаза на Купата на УЕФА/Лига Европа откакто тя съществува:
  - Викинг (2005/06), Херта Берлин (2008/09), Манчестър Сити (2008/09), Фулъм (2011/12)
- Само 1 отбор класиран по критериите за „Феърплей“ е прескачал груповата фаза на Купата на УЕФА/Лига Европа:
  - Манчестър Сити (2008/09)